# Vasily Zacharovich Vlasov
Vasily Zacharovich Vlasov (em russo:  Васи́лий Заха́рович Вла́сов; Kareeva, atual Distrito de Tarussky, Oblast de Kaluga, 24 de fevereiro de 1906 — Moscou, 7 de agosto de 1958) foi um engenheiro russo.
Especialista em resistência dos materiais, mecânica estrutural e teoria da elasticidade. Foi membro correspondente da Academia de Ciências da Rússia, eleito em 1953.
Formado em engenharia civil pela Universidade de Engenharia Civil de Moscou, em 1930, onde foi professor assistente e em 1956 assumiu a catedra de Rabinovitch.
Desenvolveu o Método das Funções Iniciais para a solução de problemas de flexão de placas, sem a necessidade de hipóteses simplificativas para obter um sistema bidimensional de equações.

## Obras selecionadas
- Novo método de cálculo de placas dobradas prismáticas e cascas de parede fina, 1933 (em russo)
- Barras elásticas de parede fina, 1940 (em russo)
- Teoria geral de cascas e sua aplicação na técnica, 1958 (em alemão)
- Obras selecionadas, 1962-1964 (em russo)
- Barras elásticas de parede delgada, 1964/1965 (em alemão: Dünnwandige elastische Stäbe)
- com Leontiev, N.N. Beams, plates, and shells on elastic foundation Jerusalém, 1966.